# Philodoria hibiscella
Philodoria hibiscella är en fjärilsart som först beskrevs av Otto Herman Swezey 1913.  Philodoria hibiscella ingår i släktet Philodoria och familjen styltmalar. Inga underarter finns listade i Catalogue of Life.